# Nemoria zelotes
Nemoria zelotes là một loài bướm đêm trong họ Geometridae.